# Sárga rózsa (növényfaj)
A sárga rózsa (Rosa foetida) a rózsavirágúak (Rosales) rendjébe és a rózsafélék (Rosaceae) családjába tartozó faj.

## Előfordulása
A sárga rózsa eredeti előfordulási területe Ázsia nyugati felének a középső sávján van. A következő országokban található meg szabadon a természetben: Afganisztán, Irak, Irán, Kirgizisztán, Libanon, Pakisztán, Szíria, Tádzsikisztán, Törökország és Üzbegisztán.
Az európai kertjeinkbe, valószínűleg Anatóliából került először a keresztes háborúk ideje alatt.

## Megjelenése
1,5-2,5 méter magasra nőhet meg és terebélyesedhet szét, azonban a szárai nem erősek, emiatt karóra vagy kerítésre van szüksége támaszul. Rengeteg tüskéje van. Virága, amint neve is utal rá sárga színű, viszont a termesztett rózsától eltérően kissé kellemetlen szagú.

## A kultúrában
- Teltvirágú fajtája a ‘Persian Yellow’ az Énekek énekében is megörökített „sárga rózsa”.
- Jókai Mór Sárga rózsa című regénye.
- „Texas sárga rózsája” (The Yellow Rose of Texas) népszerű hazafias katonadal, 1858-ban írták.
- Az Illés-együttes „Azt hitted, hogy nyílik még a sárga rózsa” kezdetű dala (aminek Sárga rózsa a címe és az Ezek a fiatalok betétdala volt).
- AZ Illés-együttes  másik Sárga rózsa című dala 1996-ból.

## Képek

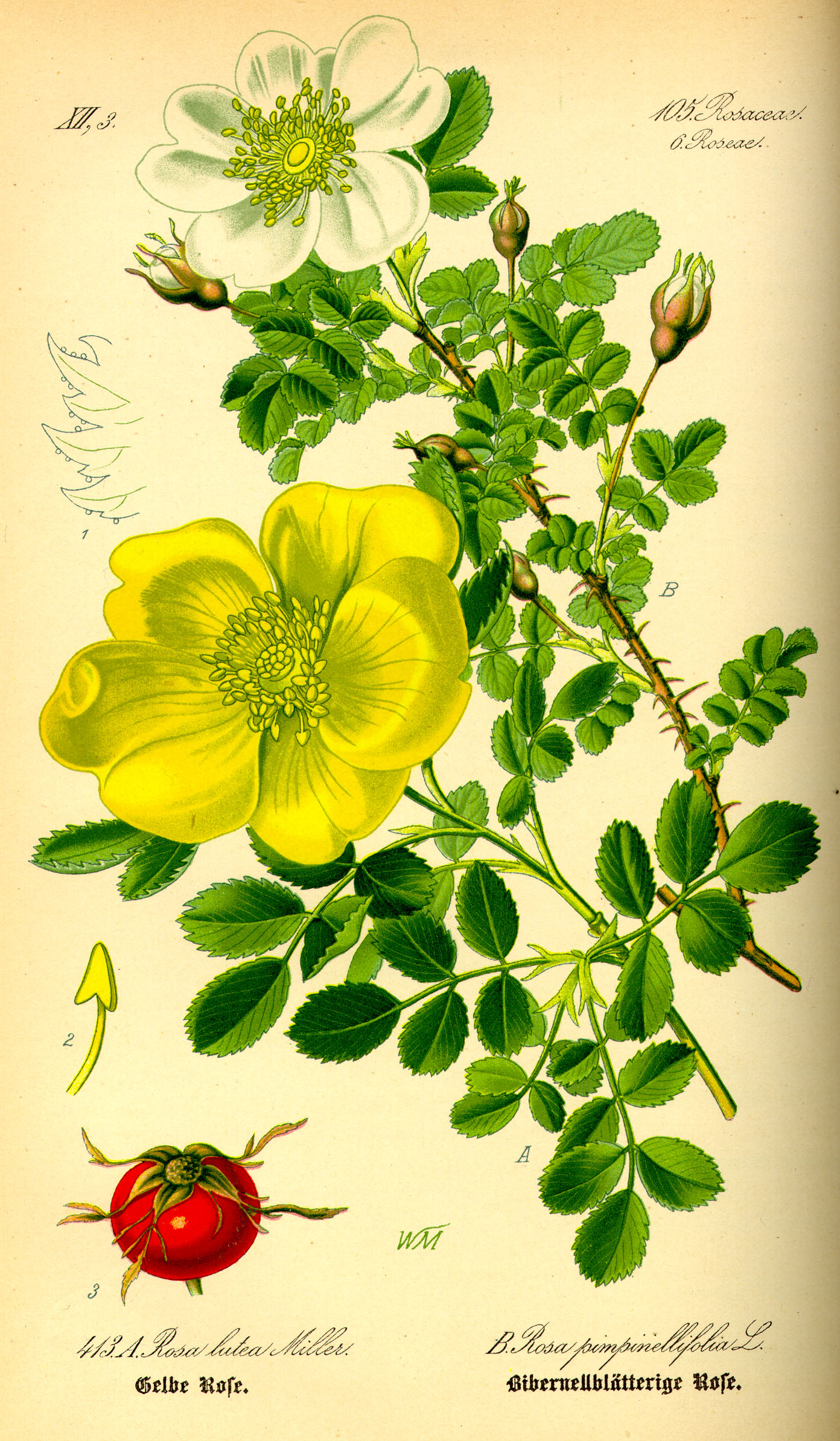
Herbáriumi illusztrációja
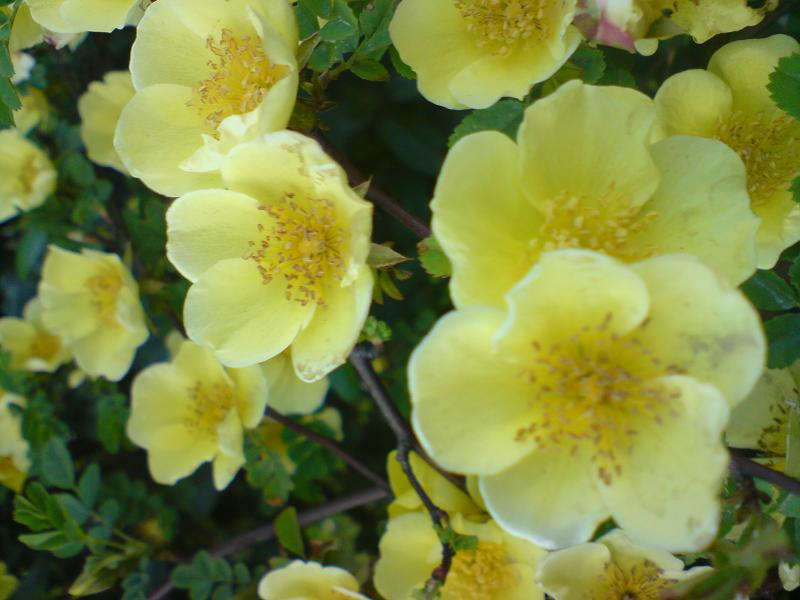
Az eredeti
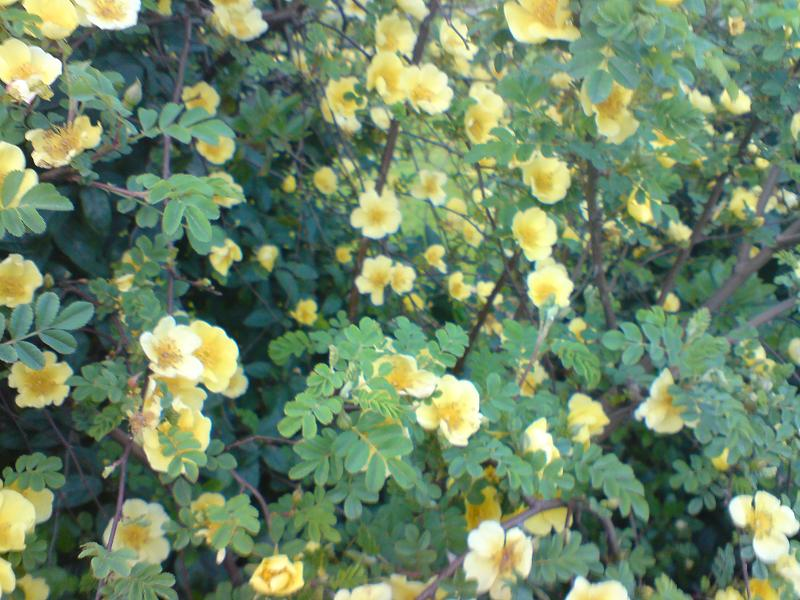
színben
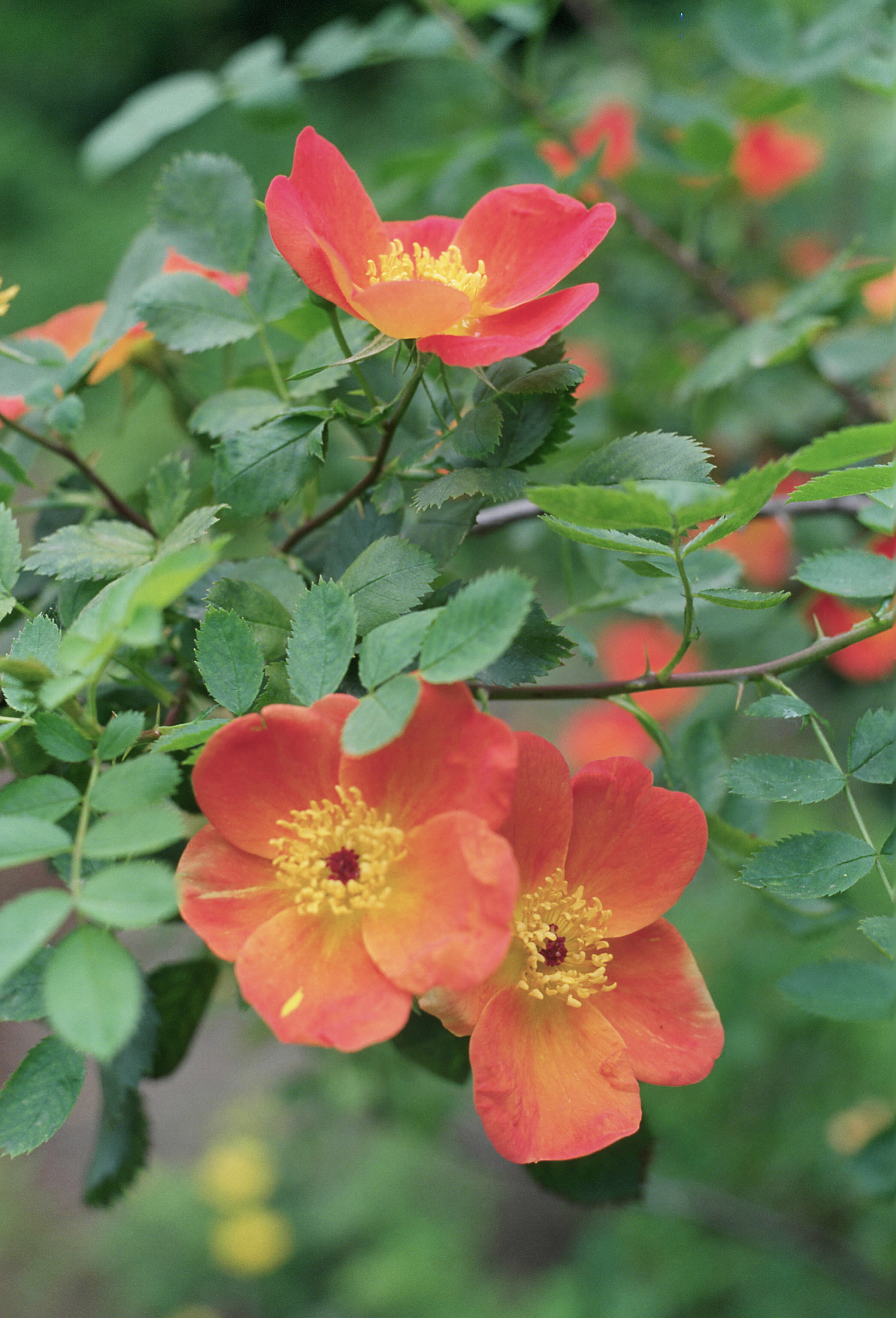
és a kitermesztett Rosa foetida 'Bicolor'